# Ракитня (приток Осуги)
Ракитня — река в Сычёвском районе Смоленской области России. Устье реки находится в 35 км по правому берегу реки Осуги. Длина реки составляет 40 км, площадь водосборного бассейна — 157 км².

## Данные водного реестра
По данным государственного водного реестра России относится к Верхневолжскому бассейновому округу, водохозяйственный участок реки — Вазуза от истока до Зубцовского гидроузла, без реки Яуза до Кармановского гидроузла, речной подбассейн реки — бассейны притоков (Верхней) Волги до Рыбинского водохранилища. Речной бассейн реки — (Верхняя) Волга до Куйбышевского водохранилища (без бассейна Оки).
Код объекта в государственном водном реестре — 08010100312110000001456.

### Притоки
(км от устья)
- 31 км: река Водливка[3] (лв)